# Зоммерфельд (лунный кратер)
Кратер Зоммерфельд (лат. Sommerfeld) — огромный древний ударный кратер в северной приполярной области обратной стороны Луны. Название присвоено в честь немецкого физика-теоретика и математика Арнольда Зоммерфельда (1868—1951) и утверждено Международным астрономическим союзом в 1970 г. Образование кратера относится к нектарскому периоду. 

## Описание кратера
Ближайшими соседями кратера являются кратер Робертс на северо-западе; кратер Кирквуд на северо-востоке; кратер Стеббинс на востоке; гигантский кратер Биркхоф на юго-востоке; кратер Роуланд на юге и кратер Эмден на западе-юго-западе. Селенографические координаты центра кратера 64°50′ с. ш. 161°32′ з. д. / 64,83° с. ш. 161,54° з. д., диаметр 150,9 км, глубина 3 км.
За длительное время существования кратер значительно разрушен, вал сглажен и перекрыт множеством небольших кратеров в южной части. Внутренний склон вала несколько шире в восточной части. К южной части вала примыкает сателлитный кратер Зоммерфельд N (см. ниже), образованный сдвоенной парой небольших кратеров. Высота вала над окружающей местностью достигает 1830 м . Дно чаши кратера ровное, испещрено множеством мелких кратеров, в восточной части чаши располагается группа небольших кратеров. В центре чаши расположен невысокий холм. 

## Сателлитные кратеры

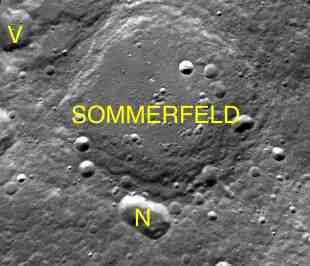
Снимок зонда Clementine.

| Зоммерфельд | Координаты                                              | Диаметр, км |
| ----------- | ------------------------------------------------------- | ----------- |
| N           | 61°55′ с. ш. 162°22′ з. д. / 61,91° с. ш. 162,36° з. д. | 41,7        |
| N           | 66°22′ с. ш. 170°26′ з. д. / 66,37° с. ш. 170,43° з. д. | 31,5        |

## См.также
- Список кратеров на Луне
- Лунный кратер
- Морфологический каталог кратеров Луны
- Планетная номенклатура
- Селенография
- Минералогия Луны
- Геология Луны
- Поздняя тяжёлая бомбардировка